# Никольский (Алтайский край)
Никольский — посёлок в Залесовском районе Алтайского края России. Входит в состав Борисовского сельсовета.

## История
Деревня Никольская была основана в 1821 году. В 1899 году в деревне Никольской, относящейся к Залесовской волости Барнаульского уезда, имелось 40 дворов и проживало 346 человек (173 мужчины и 173 женщины). Функционировал общественный хлебозапасный магазин.
По состоянию на 1911 год деревня включала в себя 50 дворов. Имелись общественный хлебозапасный магазин и мелочная торговля. Население на тот период составляло 379 человек.

В 1926 году в деревне имелось 72 хозяйства и проживало 475 человек (218 мужчин и 257 женщин). В национальном составе населения преобладали мордовцы. В административном отношении Никольская входила в состав Борисовского сельсовета Чумышского района Барнаульского округа Сибирского края.

## География
Посёлок находится в северо-восточной части Алтайского края, нна берегах реки Татарка (приток реки Чумыш), на расстоянии примерно 17 километров (по прямой) к востоку-северо-востоку (ENE) от села Залесово, административного центра района. Абсолютная высота — 223 метра над уровнем моря.

Климат умеренный, континентальный. Средняя температура января составляет −19 °C, июля — +18 °C. Годовое количество атмосферных осадков — до 600 мм.

## Население
| 1997 | 1998 | 1999 | 2000 | 2001 | 2002 | 2003 |
| ---- | ---- | ---- | ---- | ---- | ---- | ---- |
| 205  | ↘194 | ↗207 | ↘206 | ↘188 | ↘179 | ↘164 |
| 2004 | 2005 | 2006 | 2007 | 2008 | 2009 | 2010 |
| ↘158 | ↘148 | ↘139 | ↘136 | ↘128 | ↘119 | ↘94  |
| 2011 | 2012 | 2013 |      |      |      |      |
| ↗95  | ↘88  | ↘85  |      |      |      |      |

Согласно результатам переписи 2002 года, в национальной структуре населения мордва составляла 71 %, русские — 28 %.

## Инфраструктура
В посёлке функционируют фельдшерско-акушерский пункт (филиал КГБУЗ «Залесовская центральная районная больница») и сельский клуб.

## Улицы
Уличная сеть посёлка состоит из четырёх улиц.